# BMB
株式会社BMB（英称：BMB Corporation）（旧商号：株式会社ユーズ・BMB エンタテイメント）は、かつて存在した通信カラオケ機器の製造・開発・運用を事業とする会社。2010年5月にエクシングヘ吸収合併され消滅している。
海外向けの関連会社（インターナショナル、中国（上海））は2016年5月現在BMBを名乗りつづけている（外部リンク参照）。

## 概要
もともとは日光堂という名称で、カラオケ黎明期から演奏機器の開発や音源製作などの業務を行っていたが、2000年からUSENグループに入り（USEN子会社）、2001年（平成13年）3月にユーズ・BMBエンタテイメントへ社名変更、2005年（平成17年）1月1日からBMBに再度変更された。「BMB」は「Best Music Boomer」の略。
業務用通信カラオケ「neon」「B-kara」や次世代機の「UGA」が有名であった。2010年（平成22年）1月20日に親会社がUSENから同業者のエクシングへ異動し（後述）、同年7月1日にエクシングに吸収合併され解散した。
この他、セガ・ミュージック・ネットワークスの全株式の取得以来、取得時現在ではまだマイナーであった「ヒトカラ」の商標権を同社から譲受の上保有していた。

### 親会社の異動
2009年（平成21年）9月30日に、親会社のUSENが保有する同社株式を全てブラザー工業に売却することで基本合意したことが明らかになった。同年2009年10月30日に、ブラザー工業の子会社エクシングが1円でBMBの全株式を取得し債務の230億円も引き継ぐ譲渡契約を締結。私的独占の禁止及び公正取引の確保に関する法律（独占禁止法）に基づく公正取引委員会の審査を経て、翌2010年（平成22年）1月20日にエクシングがBMBの全株式を取得した。買収当初は当分の間2社2ブランド体制を継続しUGAもBMBが運営する方針であったが、統合効果の早期実現を優先して、2010年（平成22年）5月10日に親会社のエクシングを存続会社とする合併契約を締結、同年7月1日付でBMBは解散した。これで新生エクシングは業務用通信カラオケ業界でJOYSOUNDとUGAを保有することになり、業界はエクシングと第一興商がほぼ100%のシェアを握る複占状態となった。なお株式を売却したUSENとは、合併後も当分の間業務取引関係を継続するが、旧BMBの子会社や各地事業所の統廃合等については、旧BMBやエクシング・ブラザー工業からの発表においては触れられていないものの、事業所の統廃合は行われたようである。

## 沿革
- 1962年12月 - 大阪市生野区にて「日光堂」創業。
- 1972年4月21日 - 株式会社日光堂に改組。
- 1975年5月 - 業務用8トラックカラオケテープ・機器の販売を開始。
- 1981年8月 - 本社を大阪市生野区から西区へ移転。
- 1984年6月 - 業界初のCDカラオケシステムを日本マランツと共同開発・発売。
- 1989年9月19日 - 株式を店頭登録。（現在のジャスダック）
- 1995年3月 - パイオニア・JHC（現BMB）・東映ビデオと共同開発した通信カラオケシステム「BeMAX'S」発売。
- 1997年
  - 5月 - BeMAX'S連合から離脱、独自開発の通信カラオケシステム「neon」を発売。
  - 7月 - 通信カラオケ「Vivit（ビビットメディア）」・「Prologue21シリーズ（タイカン接続）」を手がける同業者の株式会社タイカンと資本・業務提携。
- 1998年9月 - 子会社で機器レンタル事業をするビーエムビー・ミニジュークをアドバンテッジ パートナーズが資本参加。
- 1999年10月 - ビーエムビー・ミニジュークをタイカンが吸収合併。
- 2000年
  - 3月 - 音楽配信を行う子会社としてビーエムビー・ドットコム（現在のサミーネットワークス）を設立。
  - 10月 - 有線ブロードネットワークス（現在のUSEN）と資本・業務提携、同社が筆頭株主となる。有線の「U-kara」の取り扱いも開始。
- 2001年3月 - 株式会社ユーズ・ビーエムビー エンタテイメント（ユーズBMB、U's BMB）に社名変更。
- 2002年
  - 3月 - 通信カラオケシステム「B-kara」発売。
  - 8月 - タイカンを吸収合併。
  - 11月 - パイオニアからカラオケ事業子会社3社を譲受（業界第二位になる）、「パイオニア（旧JHC含む） BeMAX'S」シリーズの権利を獲得。
- 2003年
  - 2月 - クラリオンからカラオケ事業子会社3社を譲受、「シンセロボ」・「Prologue21シリーズ（クラリオン接続）」などの権利を獲得。
  - 6月 - 有線ブロードネットワークスから「U-kara」シリーズの権利を譲受。
- 2004年
  - 1月 - 有線ブロードネットワークスの出資比率が約40%に上昇、支配力基準に基づき同社の連結子会社となる。
  - 3月 - ナイト市場向けに ブロードバンド対応の「neonR2」発売。
  - 4月
    - 子会社11社から、カラオケ機器販売・賃貸業務ならびにBeMAX'S配信業務を譲受。
    - 東映ビデオと業務提携、「東映 BeMAX'S」の権利を獲得。BMBは「BeMAX'S」シリーズ全機種の権利を獲得した。

  - 5月 - 通信カラオケシステム「UGA（ウガ）」発売。曲数は7万曲で業界最多曲数の機種となる（さらに同年10月には10万曲に増強）。
  - 7月 - 本社を大阪市西区から東京都港区虎ノ門へ移転。
  - 12月 - ジャスダック証券取引所の発足に伴い、店頭登録から新生ジャスダックへ指定替え。
- 2005年
  - 1月 - 社名を株式会社BMBに変え、ロゴマークを一新し、子会社の株式会社ユーズ・ビーエムビー スタンダードも株式会社スタンダードに変更した。
  - 11月 - 「UGA」の上位機種「U+（ugaplus、ウガプラス）」発売。
- 2006年4月 - UGAシリーズの生産を委託している三洋マービック・メディアの株式90％を三洋電機から取得し子会社化、関連の薄い光ディスク事業をトエミ・メディア・ソリューションズへ譲渡。
- 2007年
  - 3月 - 本社を港区虎ノ門から同区赤坂（東京ミッドタウン）へ移転。
  - 6月11日 - USENが完全子会社化を発表。翌12日からTOBを実施。
  - 6月18日 - 株式会社CTAの株式約74%を創業者一族から取得し子会社化、通信カラオケ「NET」シリーズの権利を獲得。
  - 7月10日 - TOB成立。USENは議決権ベースで96.25%の株式を取得。
  - 8月 - エンタテインメントテーブル「UGAパーティーステーション」を発売。
  - 9月1日 - セガ・ミュージック・ネットワークスの全株式をセガから取得し完全子会社化、通信カラオケ「Prologue21シリーズ（セガ接続）」と「CANDOONE（カンドーネ）」の権利、「ヒトカラ」の商標権を獲得。
  - 9月14日 - ジャスダック上場廃止。
  - 9月21日 - 株式交換によってUSENの完全子会社となる。
- 2008年11月 - 「U+」の上位機種「U→（uganext、ウガネクスト）」発売。
- 2009年5月 - カラオケ総合コミュニティサイト「うたウガ」を開設。
- 2010年
  - 1月20日 - 株式売却によってUSENの子会社から、ブラザー工業のグループ会社であるエクシングの子会社となる。
  - 3月 - 子会社の株式会社スタンダードが同じく子会社の株式会社タイカンエンタープライズを吸収合併。
  - 7月1日 - エクシングに吸収合併され解散、旧本社は赤坂から芝へ移転しそれまでのエクシングの事業所などと統合しエクシングの東京本社となった[2][3]。